# 福岡市立玄洋小学校

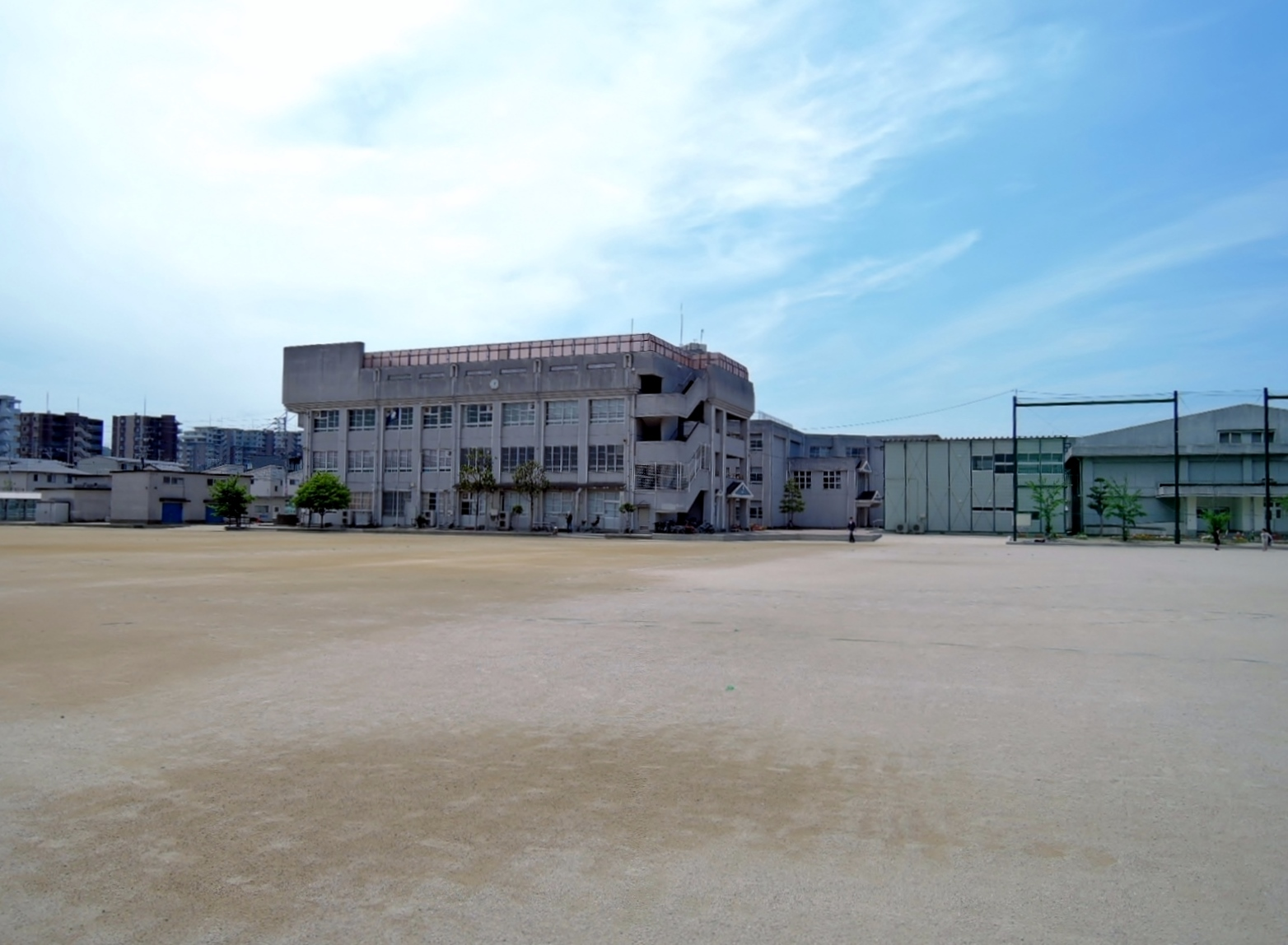
福岡市西区の福岡市立玄洋小学校

福岡市立玄洋小学校（ふくおかしりつ げんようしょうがっこう）は、福岡県福岡市西区今宿三丁目にある公立小学校。

## 沿革
- 1989年4月 - 福岡市立今宿小学校から分離して開校[2]。
- 2017年4月 - 福岡市立西都小学校を分離。

## 通学区域
西区の以下の地区。
- 今宿1丁目-3丁目（3丁目の一部を除く）
- 横浜1丁目-3丁目（全丁目）
- 大字田尻（一部）
- 大字徳永（一部）

西区中央部の今宿駅の西側（筑肥線の北側）にある今宿地区と、その北西に隣接する横浜地区を主な校区とする。今宿地区は概ね住宅地で、国道202号・旧国道202号（唐津街道）が通っており、ロードサイド店舗もある。横浜地区は一戸建て住宅の多い新興住宅地である。
学校西側の九大学研都市駅周辺では伊都区画整理事業に基づいて開発計画が進められているが、これらの地区は2017年度に西都小学校の校区として分離された。
中学校は校区内の玄洋中学校の校区。

### 校区が隣接する小学校
- 福岡市立今宿小学校
- 福岡市立西都小学校
- 福岡市立元岡小学校
- 福岡市立今津小学校

### 校区内の主な施設
- 松原幼稚園
- 今宿保育園
- 今山遺跡・熊野神社
- マルショク今宿店

## 校歌
1989年10月制定。作詞:三島憲和　作曲:津本修一